# 德溫-韋林斯科耶湖
56°06′04″N 31°13′18″E / 56.101157°N 31.221659°E
德溫-韋林斯科耶湖（俄语：Двинь-Велинское озеро），是俄羅斯的湖泊，位於該國西北部，由普斯科夫州負責管轄，處於庫尼亞區，面積52.6平方公里，集水區面積189.2平方公里，平均水深2米，最大水深7米。